# 故障
故障（fault）是指異常狀態或是缺陷，不同領域下有不同的定義。
在ISO 10303-226中，故障是指零件、設備或是子系統的異常狀態或是缺陷，而此異常狀態或是缺陷有可能會導致失效（failure）。
在电信領域，依照美国联邦标准1037C，故障有以下的意思： 
1. 意外情形使得功能單元（英语：functional unit）無法執行其應有的機能（隨機性故障）。
2. 因為缺陷而造成可複製的誤動作（malfunction），或是災難性的誤動作。若是在相同環境及條件下，誤動作會持續出現，即為可複製的誤動作（系統性故障）。
3. 在電力系統中的短路或是部分短路，短路可能是在在帶電導體之間，或是在導體和接地之間。電力系統故障可以依故障電流相角變化，區分為對稱性故障及非對稱性故障。

## 隨機性故障
隨機性故障（random fault）是隨機發生的故障，可能是因為磨損而造成的故障。具體出現故障的時間無法確定，但可以預測特定種類設備出現故障的機率。假如其機率幾乎可以忽略，而造成危害不大，製造商多半會接受產品有隨機性故障的風險。
故障可能發生在任何物體或是器具上，多半是電子零件或是機械。
例如Xbox 360可能因為其散熱風扇積灰塵，散熱不良，在使用時過熱而損毀（Xbox 360故障問題）。

## 系統性故障
系統性故障（Systematic faults）多半是設備規格中的錯誤，因而影響這類型中的所有例子。系統性故障一般會需要特定條件下才會出現，因此可能幾年都沒有出現問題，一直到特定條件出現，導致故障失效才發現有系統性故障。